# The Adicts
The Adicts — британская панк-группа, образовавшаяся в Ипсуиче в 1975 году (поначалу как Afterbirth & The Pinz), игравшая жёсткий, панк-рок с элементами глэма, с беззаботными текстами. Свой имидж заимствовала у персонажей фильма «Заводной апельсин» («A Сlockwork Orange») по роману Энтони Бёрджесса (отсюда — термин, иногда применявшийся по отношению к Adicts: clockwork punks).
The Adicts не имели большого коммерческого успеха (наивысшие их достижения в национальном хит-параде: сингл «Bad Boy» — #75, альбом Sound of Music — #99, 1982), но регулярно входили в UK Indie Charts, где Sound of Music в ноябре 1982 года поднялся до #2.
Первые два альбома группы носили ретроспективный характер (набраны из демо-плёнок, синглов и радио-сессий 1978—1980 годов) и по стилю были близки к Ramones, Chelsea и The Members. Позже The Adicts, не изменив общему приподнятому настроению, разнообразили и усложнили звучание, введя в свой инструментальный арсенал скрипку и мандолину.
В сценических шоу The Adicts преобладала красочная буффонада (с использованием серпантина, игрушечных инструментов, игральных карт и т. д.). Группа не раз принимала участие в детских телепрограммах, каждый раз меняя название (Fun Adicts, ADX). Самой известной песней The Adicts остается «Viva la Revolution» (использованная, в частности, в игре Tony Hawk’s Underground).

## Дискография

### Студийные альбомы
- Songs of Praise — 1981
- Sound of Music — 1982
- Smart Alex — 1985
- Fifth Overture — 1986
- Twenty Seven — 1992
- Rise and Shine — 2002
- Rollercoaster — 2005
- Songs Of Praise: Ultimate Edition — 2008 (переиздание первого диска на 2 CD, плюс DVD)
- Life Goes On  — 2009
- All The Young Droogs — 2012

### Концертные альбомы
- Live and Loud — 1987
- Rockers Into Orbit — 1990
- Joker in the Pack — 2004 (Концерты 1982 и 1983 гг.)

### Сборники
- This Is Your Life — 1984
- Totally Adicted — 1992
- The Complete Adicts Singles Collection — 1994
- The Best of The Adicts — 1996
- Ultimate Adiction - The Best Of — 1997
- The Very Best of the Adicts — 1998
- Complete Singles Collection — 1999 (переиздание сборника 1994 г.)
- Joker In The Pack — 1999
- The Collection — 2002 (Sound of Music и Smart Alex с бонусами на 2 CD)
- Clockwork Punks The Collection — 2005
- Made in England — 2005

### Мини-альбомы
- Lunch With The Adicts — 1979
- Bar Room Bop — 1985
- Triple B Sides — 2008

### Синглы
- Viva la Revolution — 1982
- Chinese Takeaway — 1982
- Bad Boy — 1983 (75# в Великобритании)
- Tokyo — 1984 (как ADX)
- Falling in Love Again — 1985 (как ADX)